# 프린스오브웨일스섬 (알래스카주)
프린스오브웨일스섬 (Prince of Wales Island)는 미국 알래스카주 본토의 남쪽 끝 부분에 있는 섬이다. 하와이섬과 코디액 섬과 에 푸에르토리코 미국에서 네 번째로 큰 섬이다.